# Eurytoma ramdasi
Eurytoma ramdasi är en stekelart som beskrevs av T.C. Narendran 1994. Eurytoma ramdasi ingår i släktet Eurytoma och familjen kragglanssteklar. Inga underarter finns listade i Catalogue of Life.